# Ropica servilis
Ropica servilis là một loài bọ cánh cứng trong họ Cerambycidae.